# 상량문
상량문(上樑文)은 전통 한옥의 건축 과정에서 집을 새로 짓거나 고쳤다는 내용을 담는 글이다. 집의 골격이 완성되면 지내는 '상량제' (上樑祭)와 함께 작성되며, 상량대에 직접 쓰거나 종이, 비단 등에 글귀를 적어 상량대의 홈에 넣어두는 것이 보통이다.
상량문은 일정한 양식에 따라 작성되는데, 서두에는 집을 지은 연유와 집주인의 인품, 공사에 참여한 사람, 상량을 한 날짜 등을 밝힌다. 규모가 큰 경우에는 책임자인 도편수와 중편수의 이름도 밝힌다. 그 다음 동서남북과 상하 방향에 따라 축시(祝詩) 6수를 짓는데, '아랑위포량동'(兒郞偉抛梁東)부터 '아랑위포량하' (兒郞偉抛梁下)까지 정형화된 문구가 들어간다. 이 때문에 상량문을 '아랑사'(兒郞詞), '육위'(六偉), '아랑지문'(兒郞之文)이라고도 부른다. 마지막으로 '복원상량지후'(伏願上樑之後)라는 문구를 시작으로 집을 통해 행운이 깃들기를 기원하는 글귀로 마무리한다.
상량문은  상량 당시의 생활상과 사회상을 살펴볼 수 있는 중요한 역사적 사료로 여겨지며, 오늘날까지도 문화유산의 복원 과정에서 행해지는 경우가 많은데 대표적으로 2012년 복원된 신라시대 경주의 월정교, 2013년 복원된 서울 숭례문의 상량문이 있다.

## 같이 보기
- 상량식